# Едуард Прескът
 Едуард Кристиан Прескът (на английски: Edward C. Prescott; роден на 26 декември 1940 в Гленс Фолс, щата Ню Йорк, САЩ) е американски икономист. За своя принос към динамичната макроикономика получава през 2004 г. заедно с Фин Ерланд Кюдланд Нобеловата награда за икономика.
Член е на Националната академия на науките на САЩ от 2008 г..

## Трудове
Кюдланд и Прескът изследват причините икономиката да не се развива равномерно, а винаги след фазите на бурно развитие да следват фази на рецесия. Те стигат до заключението, че причината за това е в тласъкообразното развитие на новите технологии. По този начин се променят цените, производителността и заплатите и така предизвикват нов цикъл на икономическа конюнктура. Друга област на изследване е влиянието на паричната политика и икономическата политика върху тези цикли.